# محمود الخياري
محمود الخياري، هو سياسي ونقابي تونسي.

## السيرة الذاتية
في 1 أغسطس 1952، كان من بين الأربعين الذين استشارهم محمد الأمين باي حول مشاريع إصلاحات اقترحتها سلطة الاستعمار الفرنسي، وذلك بصفته رئيس الجامعة العامة للموظفين التونسيين.

انتخب في 9 أبريل 1956 كنائب مؤسس في المجلس القومي التأسيسي التونسي 1956، وبقي فيه حتى انتهاء ولايته في 1 يونيو 1959 بُعَيد إقرار الدستور الجديد.

عين في 15 أبريل 1956 كأول وزير للبريد والبرق والهاتف في حكومة الحبيب بورقيبة الأولى، وبقي في هذا المنصب حتى 29 يوليو 1957، أين عين بعدها بشهر في منصب وزير الفلاحة في حكومة الحبيب بورقيبة الثانية بين 1 أكتوبر 1957 و30 ديسمبر 1958.